# Frula
Frula (iz rumunjskog fluier) poznata i kao vrula, frula postranka, frula stranjčica, usneno je, labijalno, drveno puhačko glazbalo (aerofon) koji se pravi od jednog komada drveta (uglavnom bazgovina/zovina ili šljiva). U Hrvatskoj postoji u sličnom obliku pod nazivom jedinka, a od srpske frule razlikuje se po tome što su od njih jedinke dosta veće a razlika je i u tome što im je zbog dužine ton dublji i nježniji, te što je kod jedinke pisak uvijek s vanjske strane, prema gore, dok je kod srpske frule s unutarnje.
Sastoji se od klina (pisk, štoplin) kojim je zatvoren otvor (usna, labium, glasnica, rupa puhalica ili duoka) drvene cijevi. Uzduž cijevi su rupice za mijenjanje visine tona. Obično šest rupica pomoću kojih se može dobiti sedam tonova, najčešće durske ljestvice. Na klinu je odsječen jedan uzdužni dio kroz koji frulaš kroz usnu dahom uzrokuje titranje stupca zraka u cijevi do otvora s oštrim bridom (vjetrilo) na dnu instrumenta koji reže zrak i naposljetku kroz otvor na dnu cijevi (oduška) i tako proizvodi zvuk.
U Hrvatskoj, Bosni i Hercegovini i Srbiji široko je rasprostranjeno pastirsko glazbalo. U drugim zemljama postoje jako slična glazbala pod drugim imenom: dencivka (Ukrajina), dudka (Rusija), duduk (Vlasi u sjeverozapadnoj Bugarskoj), floghera (Grčka), fluier (Rumunjska), fluer (Moldavija), furulya (Mađarska), fujarka (Poljska) i lamzdeliai (Litva). Frula je najsličnija hrvatskoj jedinci, makedonskom kavalu i armenskom duduku, te slovačkoj fujari.

## Poveznice
- flauta
- Panova frula

## Vanjske poveznice
- Slike i vrste uglazbljenih frula
- Rumunjski fluier  Arhivirana inačica izvorne stranice od 19. kolovoza 2012. (Wayback Machine)